# Природни простор око непокретног културног добра Црква Св. Николе у Куршумлији
Природни простор око непокретног културног добра Црква Св. Николе у Куршумлији је заштићено природно добро, проглашено 1987. године на територији општине Куршумлија и обухвата непосредну природну околину цркве Св. Николе.

## Галерија
- Околина цркве
- Околина цркве
- Околина цркве
- Околина цркве